# 尼古拉·拉多维奇
尼古拉·拉多维奇（羅馬化：Nikola Radović，1933年3月10日—1991年1月28日），黑山男子足球运动员，场上位置是后卫。他曾代表南斯拉夫国奥队参加1956年夏季奥林匹克运动会足球比赛，获得一枚银牌。